# Tony Lopez
Tony Lopez est un boxeur mexicano-américain né le 24 février 1963 à Sacramento, Californie.

## Carrière
Il devient champion du monde des super-plumes IBF le 23 juillet 1988 en battant aux points Rocky Lockridge. Lopez conserve trois fois sa ceinture face à John John Molina, à nouveau Lockridge et Tyrone Jackson puis perd le combat revanche contre Molina le 7 octobre 1989. Il remporte leur 3e affrontement aux points par décision partagée le 20 mai 1990 mais cède définitivement cette ceinture IBF l'année suivante au profit du Sud-Africain Brian Mitchell.
Tony Lopez décide de poursuivre sa carrière en poids légers et s'empare du titre WBA du 24 octobre 1992 (victoire face à Joey Gamache) au 30 octobre 1993 (défaite face à Dingaan Thobela). Il termine sa carrière en super-légers, décrochant en 1998 le titre nord américain NABO avant de le perdre au 1er round le 20 février 1999 contre Hector Quiroz.

## Distinction
- Lopez - Lockridge I est élu combat de l’année en 1988 par Ring Magazine.